# Lisiny (Karlino)
Lisiny (deutsch Fuchsmühle) ist ein nicht mehr bewohnter Ort (Wüstung) in der Woiwodschaft Westpommern in Polen. Die Wüstung liegt im Bereich der Gmina Karlino (Stadt- und Landgemeinde Körlin) im Powiat Białogardzki (Belgarder Kreis).

## Lage und ehemalige Verkehrsanbindung
Die Wüstung liegt in Hinterpommern an einer Nebenstraße zwischen Karlino (Körlin) und Gościno (Groß Jestin). Zwischen 1915 und den 1960er Jahren war Fuchsmühle Haltepunkt an der Bahnstrecke Groß Jestin–Körlin der Kolberger Kleinbahn und später der Polnischen Staatsbahn.

## Geschichte
Fuchsmühle war vor 1945 ein Einzelhof bei dem 1200 Meter nördlich gelegenen Dorf Kerstin. Der Wohnplatz entstand um 1900, 1905 lebten hier 10 Einwohner.
Fuchsmühle gehörte zunächst zum Gutsbezirk Kerstin. Mit der Auflösung der Gutsbezirke in Preußen kam Fuchsmühle 1928 zur Gemeinde Kerstin. Mit dieser gehörte es bis 1945 zum Landkreis Kolberg-Körlin im Regierungsbezirk Köslin der preußischen Provinz Pommern. Als nach dem Zweiten Weltkrieg die Region – wie ganz Hinterpommern – unter polnische Verwaltung gestellt worden war, erhielt der Ort den in Polen häufiger vorkommenden Namen Lisiny. Der Ort ist heute nicht mehr bewohnt.
Kirchlich war Fuchsmühle bis 1945 in das evangelische Kirchspiel Kerstin im Kirchenkreis Belgard in der Kirchenprovinz Pommern der Kirche der Altpreußischen Union eingepfarrt.